# Maharana
Maharana (महाराना) è una variante dell'indiano (principalmente Hindu) titolo reale di Rana. Maharana significa re dei re in Hindi.
Maharana, spesso citato anche come Moharana, è anche il nome di una casta di carpentieri, fabbri e altri artigiani dello stato indiano di Orissa. Si può trovare nel nome (cognome o nome) della gente appartenente a questa casta. Vishwakarma o Badhai si trovano alternati a questo.

## Titolo di regnanti nell'India britannica

### Salve di cannone di stato (anche nell'India attuale)
Le salve di cannone di cui godono gli Stati che hanno aderito al Dominion dell'India il 14 agosto 1947, inclusi i seguenti Maharana:
- 19 salve di cannone (21 locali): H.H. il Maharana di Udaipur (Mewar)
- 13 salve di cannone: H.H. il Maharana di Rajpipla
- 11 salve di cannone: H.H. il Maharana di Barwani

9 salve di cannone:
- Maharana di Danta
- Maharana di Wadhwan
- Maharana Sant

Ad alcuni dei governanti è stato concesso un aumento delle salve di cannone dopo l'indipendenza, per esempio al sopra elencato Maharana di Mewar (indù, a Udaipur, Maharajpramukh nel Rajasthan) è stato elevato al primo posto in ordine di precedenza, staccando il Nizam di Hyderabad e Berar (musulmani), e tutti i governanti dei con 9 salve di cannone è stato permesso l'uso del titolo di sua altezza.

## Titoli compositi
- H.H. Maharana Raj Sahib di Wankaner - saluto ereditario di 11 salve di cannone
- Maharana Sahib di Dharampur